# CCC Polkowice (kolarstwo górskie)
CCC Polkowice – kobieca zawodowa grupa kolarska istniejąca w latach 2009–2012, zarejestrowana wśród UCI MTB Teams. Grupa została oficjalnie zaprezentowana przed meczem koszykarek CCC Polkowice 11 marca 2009. Zespół powstał po rozpadzie grupy MTB Halls Team, przejmując wszystkie zawodniczki oraz obsługę.

## Skład grupy w sezonie 2012
Zawodniczki:
- Aleksandra Dawidowicz
- Magdalena Sadłecka
- Anna Szafraniec-Rutkiewicz
- Maja Włoszczowska

Obsługa:
- Grzegorz Dziadowiec - dyrektor sportowy / trener

## Skład grupy w sezonie 2011
Zawodniczki:
- Aleksandra Dawidowicz
- Paula Gorycka
- Magdalena Sadłecka
- Anna Szafraniec-Rutkiewicz
- Maja Włoszczowska

Obsługa:
- Grzegorz Dziadowiec - dyrektor sportowy / trener

## Skład grupy w sezonie 2010
Zawodniczki:
- Aleksandra Dawidowicz
- Paula Gorycka
- Magdalena Sadłecka
- Maja Włoszczowska

Obsługa:
- Andrzej Piątek - dyrektor sportowy / trener
- Grzegorz Dziadowiec - asystent trenera

## Skład grupy w sezonie 2009
Zawodniczki:
- Aleksandra Dawidowicz
- Magdalena Sadłecka
- Maja Włoszczowska

Obsługa:
- Andrzej Piątek - dyrektor sportowy / trener
- Grzegorz Dziadowiec - asystent trenera
- Hubert Grzebinoga - mechanik
- Mariusz Rajzer - fizjoterapeuta